# Poolburn Reservoir
Das Poolburn Reservoir ist ein Stausee in der Region Otago auf der Südinsel von Neuseeland.

## Geographie
Der Stausee befindet sich im Hochland von Otago, rund 26 km ostsüdöstlich von Alexandra und rund 5 km westlich der Ausläufer der Rough Ridge. Der rund 3,95 km² große See erstreckt sich über eine Länge von rund 5 km in Westnordwest-Ostsüdost-Richtung und misst an seiner breitesten Stelle rund 3 km. Die Seehöhe des Stausees, der als Wasserspeicher für die Bewässerung des Umlandes angelegt wurde, liegt zwischen 820 m und 830 m.
In dem See befinden sich mehrere kleinere und eine große Insel, die eine Fläche von ca. 40 Hektar umfasst.

## Staumauer
Im nordöstlichen Teil des Stausees befindet sich die im Jahr 1931 fertiggestellte Staumauer, die in Beton als Bogenstaumauer ausgeführt wurde. Sie besitzt eine Länge von rund 150 m und erhebt sich von der Talsohle aus über ca. 30 m.